# Dom dziecka w Uummannaq
Dom dziecka w Uummannaq (gren.) Meeqqat Angerlarsimaffiat Uummannaq – placówka opiekuńczo-wychowawcza w Uummannaq dla dzieci i młodzieży w wieku do 18 lat oraz osób niepełnosprawnych wymagających opieki. Pierwsza tego typu na Grenlandii. Została założona w roku 1929.
Dom Dziecka w Uummannaq oferuje szeroką gamę projektów, takich jak: polowania i wyprawy z psimi zaprzęgami, żeglarstwo, wakacje w Danii i wyjazdy zagraniczne, rękodzieło, muzyka, pobyty w niezależnej szkole z internatem, itp. W roku 1997 został powołany do istnienia projekt muzyczny o nazwie Uummannaq Music (Uummannaq Children's Home Music). Został założony przez dyrektorkę ośrodka Ann Andreasen oraz Jonę Faroe, która pełni funkcję dyrektorki owego projektu. W roku 1999 dzieci z ośrodka wystąpiły w centrum kultury Katuaq w stołecznym Nuuk.
W roku 2010 dzięki dyrekcji ośrodka oraz Uummannaq Polar Institute, przy współpracy z francuskimi filmowcami powstał film Inuk. W tytułowej roli wystąpił 18-letni wówczas wychowanek ośrodka Gaaba Petersen, a także niektórzy członkowie personelu, m.in.:
- Ann Andreasen – pochodząca z Wysp Owczych dyrektorka domu dziecka[8]. W filmie wystąpiła w epizodycznej roli duńskojęzycznej opiekunki socjalnej w Nuuk[6]
- Rebekka Jørgensen – współzałożycielka Teatru Grenlandzkiego, od ponad 20 lat nauczycielka w ośrodku. Organizuje dla młodzieży wyprawy psimi zaprzęgami. W filmie wystąpiła jako dyrektorka ośrodka, Aviaaja[7]
- Ole Jørgen Hammeken(inne języki) – badacz kultury inuickiej, pracownik ośrodka. W filmie jako Ikuma[7]

O swojej pracy w domu dziecka w Uummannaq opowiada Ilona Wiśniewska w reportażu pt. Lud. Z grenlandzkiej wyspy (wyd. Czarne, 2018).